# Joseph Smit
 (avril 2019).
Si vous disposez d'ouvrages ou d'articles de référence ou si vous connaissez des sites web de qualité traitant du thème abordé ici, merci de compléter l'article en donnant les références utiles à sa vérifiabilité et en les liant à la section « Notes et références ».
Pour les articles homonymes, voir Smit.
Joseph Smit (1836 - 1929) est un illustrateur zoologique néerlandais.

## Biographie
Smit est né à Lisse. Il a reçu sa première commission de la part d'Hermann Schlegel au musée de Leyde pour travailler sur les lithographies pour un livre sur les animaux des Indes orientales néerlandaises (actuelle Indonésie). En 1866 il est invité par le Royaume-Uni pour réaliser la lithographie de Philip Sclater Ornithologie exotique (Exotic Ornithology). Il a aussi réalisé la lithographie pour les Schémas zoologiques (Zoological Sketches) de Joseph Wolf ainsi que les monographies de Daniel Giraud Elliot pour les Phasianeidae et Paradiseida. À partir des années 1870, il a travaillé sur le Catalogue des oiseaux au British Museum (Catalogue of the Birds in the British Museum) (1874 - 1898), édité par Richard Bowdler Sharpe et plus tard sur les Images en couleur des oiseaux des îles britanniques (Coloured Figures of the Birds of the British Islands).
Son fils Pierre Jacques Smit (1863 - 1960) est aussi un illustrateur zoologique.